# ناحية صحراء باغ
ناحية صحراء باغ (بالفارسية: بخش صحرای باغ ) ناحية كبيرة تـتبع مقاطعة لارستان وتقع المنطقة بأكملها في الداخل محافظة فارس في جنوب إيران، تقع في جنوب مدينة لار وتبعد عنها بمسافت 20 كيلومتراً. تتبع الناحية صراء باغ مدن وقرى عديدة منها: قرية آستاس ، بندوبشت ، بنو ، تل كشي ، حاجي آباد ، حسن آباد، جاه ريكي، خلور، دشتى صحراى باغ، زروان، دهميان، باغ صحراى باغ، مدينة عمادده، كردشير، كاركاه، كندر نركس، كاو بست، هرمود.
من أسماء القديمة لهذه المنطقة «صحراى فداغ» و «صحراى باسخند».

## حدود منطقة صحراء باغ
تبدأ حدود صحراء باغ: من « برکه حاجی محمدعلی » في الغرب إلى حدود قرية «كرمستج» وتنتهى في «عماده ده» في قرية «فداغ» حوالى 63 كيلومتراً في الشرق. اما حدودها الشمالية فتبدأ من قرية زوران وقرية دشتى إلى مرتفعات «جبل باسخند» طريق فاصل بين مقاطعتي لارستان ومقاطعة بستك، بحوالى 15 كيلومتراً في أقصى الجنوب.

## السكان
يبلغ عدد سكان  صحراء باغ حسب تعداد السكان لعام 2006 للميلاد، (25,389) نسمة تشكل من أهل السنة والجماعة والشيعة. ومنطقة صحراء باغ، عامرة بها المرافق العامة كالماء، والكهرباء، والهاتف والبريد، وكذلك بها المؤسسات الحكومية كالمدارس، ورياض الأطفال، والمستشفيات، ومركز للاتصالات السلكية واللاسلكية، والعيادات الخارجية والصيدليات، والبنوك. كما يوجد في صحراء باغ فرع لأحد أبراج البث الاتصال اللاسلكي للهواتف النقالة «موبايل ». وحوالي خمسة آلاف نخلة، وأراضي زراعية شاسعة خصبة، وتزرع في صحراء باغ البر والشعير وجميع أنواع الخضروات والبقول. وتنتشر بعض أنواع الأشجار الكبيرة في منطقة صحراء باغ.